# 作曲家
作曲家（さっきょくか、英語: Composer）は、音楽作品（楽曲）を創作（作曲）する人のことであり、とくにそれを職業とする人を指す。日本語で作曲者というと、サウンドクリエイターなどそれより広い意味を持つことがある。

## 歴史
古くは作曲家と演奏家の区別がなかったこともあり、民族音楽では伝承に基づいた音楽形態を即興を交えて演奏する形が普通で、作曲家の成立する余地はなかった。
職業としての作曲家について、欧州ではもともと作曲家は宮廷のためにイベントや冠婚葬祭のための「音楽家」として雇われていた。その宮廷の中で曲を作り、演奏または指揮をこなし活動していた。作曲家自身が作曲による収入だけで生活するようになったのは、宮廷政治が崩壊したあとである。ロマン主義の時代になると市民主体のコンサートなどが行われるようになり、自分の楽譜を売りこんだり（印刷技術の発展）、自分のリサイタルを開催し、入場料などを徴収し自立していくようになる。

## 日本の作曲家
日本のポピュラー音楽においては、歌手が自分が歌う曲を自分で作曲する場合が多くあるが、そのような歌手はシンガーソングライターと呼ばれる場合が多く、作曲家と呼ばれる事は稀である。通常自分では歌うことをせず、自作曲を他人に提供することを主に行う音楽家のみを「作曲家」と呼ぶ。
声楽曲においてはメロディーのみを作成する作曲家・楽曲にピアノやギターなどの伴奏を付けて仕上げる作編曲家・オーケストラ編曲まで手がける作編曲家・DTMソフトを使ってデジタルデータとして仕上げる作編曲家など、スタイルは様々ある。
作曲家の印税は、日本音楽著作権協会の使用料規程により、CDの場合は売上げの6%・ライブの場合は売上げの5%が著作権使用料としてレコード会社やコンサート主催者から徴収され、これらを契約に応じて作詞家・音楽出版社と分配する。
日本作曲家協会の正会員となるには、正会員2名の推薦を受け、理事会所定の申込書を理事長に提出し、理事会の承認を受ける手続きを経る。

## 著名な作曲家
著名な作曲家
- ルートヴィヒ・ヴァン・ベートーヴェン
- ヨハネス・ブラームス
- ヴォルフガング・アマデウス・モーツァルト
- フランツ・シューベルト
- ピョートル・チャイコフスキー
- ジャン・シベリウス